# Ernest Chambers
Ernest Chambers (n. 7 aprilie 1907, Greater London, Anglia, Regatul Unit al Marii Britanii și Irlandei – d. 29 ianuarie 1985, Worthing, Anglia, Regatul Unit) a fost un ciclist de performanță britanic, medaliat olimpic. A participat la 3 ediții ale Jocurilor Olimpice (1928, 1932, 1936) în care a câștigat două medalii de argint.